# Ігор Сергєєв (футболіст)
Ігор Сергєєв (узб. Igor Sergeyev, нар. 30 квітня 1993, Ташкент) — узбецький футболіст російського походження, нападник клубу «Пахтакор» та національної збірної Узбекистану.

## Клубна кар'єра
У дорослому футболі дебютував 2011 року виступами за команду клубу «Пахтакор», кольори якої захищає й донині.

## Виступи за збірні
У 2011 році дебютував у складі юнацької збірної Узбекистану, взяв участь у 18 іграх на юнацькому рівні, відзначившись 10 забитими голами.
У 2013 році залучався до складу молодіжної збірної Узбекистану. На молодіжному рівні зіграв у 8 офіційних матчах, забив 4 голи.
У 2013 році дебютував в офіційних матчах у складі національної збірної Узбекистану. Наразі провів у формі головної команди країни 15 матчів, забивши 5 голів.

## Титули і досягнення
- Чемпіон Узбекистану (4):

«Пахтакор»: 2012, 2014, 2015, 2019
- Володар Кубка Узбекистану (2):

«Пахтакор»: 2011, 2019
- Найкращий бомбардир Чемпіонату Узбекистану (1):

«Пахтакор»: 2015
- Чемпіон Казахстану (1):

«Тобол»: 2021
- Володар Суперкубка Казахстану (1):

«Тобол»: 2022